# Coupe Joe Robbie
La coupe Joe Robbie était un tournoi sponsorisé par la Fédération des États-Unis de football dont les équipes furent invitées. Le tournoi se joua à Miami Gardens en Floride en février 1994. Les quatre équipes utilisèrent cette compétition comme préparation à la coupe du monde de football de 1994 qui se tint plus tard dans l'année aux États-Unis. La coupe porta ce nom car tous les matches se disputèrent au stade Joe Robbie.

## Matches
| 18 février 1994 | Suède | 0-0 | Colombie | Joe Robbie Stadium Affluence : 15 676 Arbitre : Dias (États-Unis) |  |
|                 |       |     |          |                                                                   |  |

| 18 février 1994 | États-Unis | 1-1 | Bolivie    | Joe Robbie Stadium Affluence : 15 676 Arbitre : Pineda (Mexique) |  |
|                 | Jones 78e  |     | Moreno 44e |                                                                  |  |
|                 | (Rapport)  |     |            |                                                                  |  |

| 20 février 1994 | Colombie               | 2-0 | Bolivie | Joe Robbie Stadium Affluence : 20 171 Arbitre : D’Aquila (États-Unis) |
|                 | Asprilla 29e Pérez 77e |     |         |                                                                       |

| 20 février 1994 | États-Unis | 1-3 | Suède                                    | Joe Robbie Stadium Affluence : 20 171 Arbitre : Mendoza (Mexique) |  |
|                 | Perez 4e   |     | Larsson 30e Andersson 34e Lilienberg 56e |                                                                   |  |

## Vainqueur
| Coupe Joe Robbie : Suède |

## Classement final
| Team | Team       | Pts | J | V | N | D | BP | BC | Diff. |
| ---- | ---------- | --- | - | - | - | - | -- | -- | ----- |
| 1    | Suède      | 4   | 2 | 1 | 1 | 0 | 3  | 1  | +2    |
| 2    | Colombie   | 4   | 2 | 1 | 1 | 0 | 2  | 0  | +2    |
| 3    | États-Unis | 1   | 2 | 0 | 1 | 1 | 2  | 4  | -2    |
| 4    | Bolivie    | 1   | 2 | 0 | 1 | 1 | 1  | 3  | -2    |

## Buteurs
1 but
- Jaime Moreno
- Faustino Asprilla
- Wilson Pérez
- Henrik Larsson
- Kennet Andersson
- Mats Lilienberg
- Cobi Jones
- Hugo Perez